# أندرو غوردون (مؤرخ)
أندرو غوردون (بالإنجليزية: Andrew Gordon)‏ هو مؤرخ أمريكي، ولد في 1952.